# Mimas pallida
Mimas pallida är en fjärilsart som beskrevs av Tutt 1911. Mimas pallida ingår i släktet Mimas och familjen svärmare. Inga underarter finns listade i Catalogue of Life.